# Bruit numérique
Pour les articles homonymes, voir Bruit (homonymie).

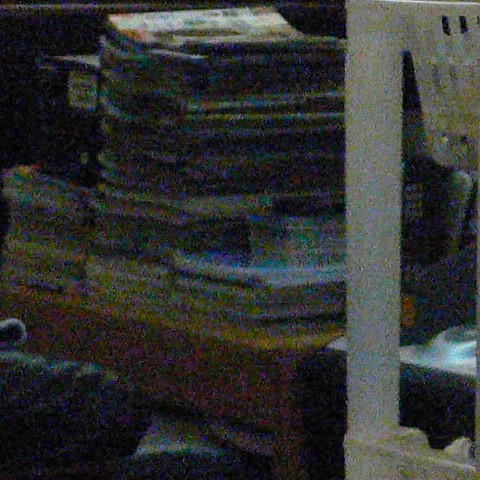
Fort bruit de fond apparaissant sur une image prise en faible lumière par un appareil photo numérique (cliquer sur l'image pour agrandir).

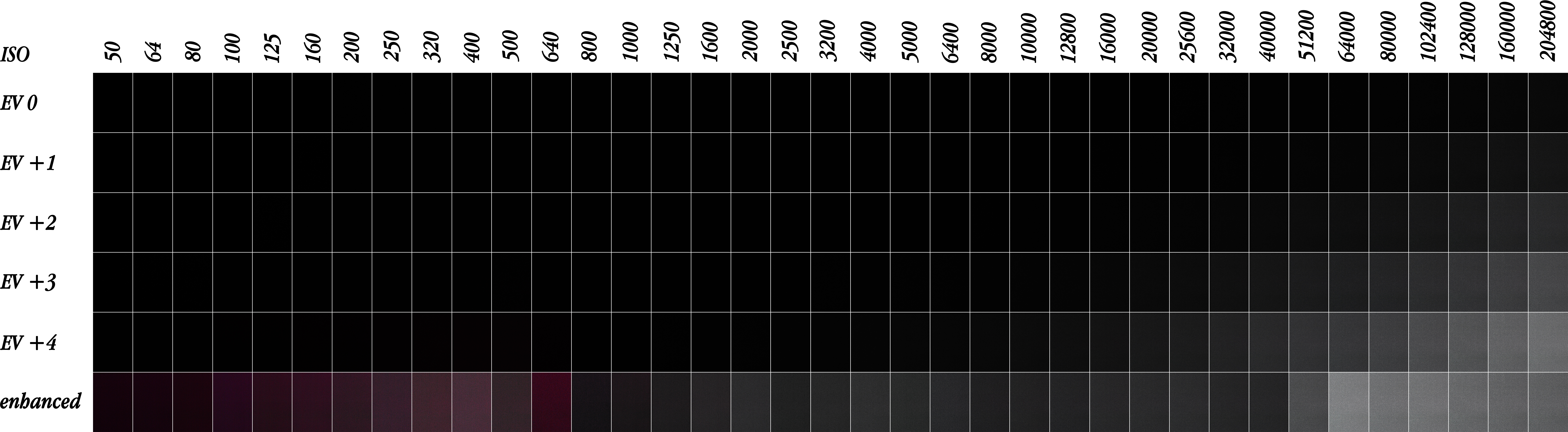
ISO 50-204800 (Sony Alpha 9 II)

Dans une image numérique, on appelle bruit numérique toute fluctuation parasite ou dégradation que subit l'image de l'instant de son acquisition jusqu'à son enregistrement. Le bruit numérique est une notion générale à tout type d'image numérique, et ce quel que soit le type du capteur à l'origine de son acquisition (appareil photo numérique, scanner, caméra thermique, etc.). Les sources de bruit numérique sont multiples, certaines sont physiques liées à la qualité de l’éclairage, de la scène, la température du capteur, la stabilité du capteur de l'image durant l'acquisition, d'autres apparaissent durant la numérisation de l'information.

## Caractéristique
Visuellement, on distingue en général deux types de bruit numérique qui s'accumulent :
- Le bruit de chrominance[3],[4], qui est la composante colorée des pixels bruités, il est visible sous la forme de taches de couleurs aléatoires.
- Le bruit de luminance[3],[4], qui est la composante lumineuse des pixels bruités, il est visible sous la forme de taches plus foncées ou plus claires donnant un aspect granuleux à l'image.

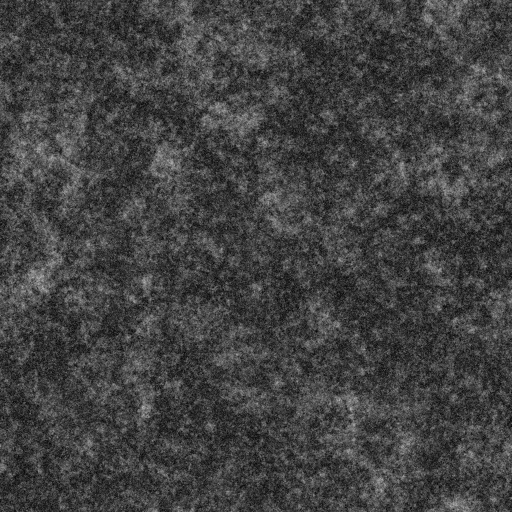
Bruit de luminance.
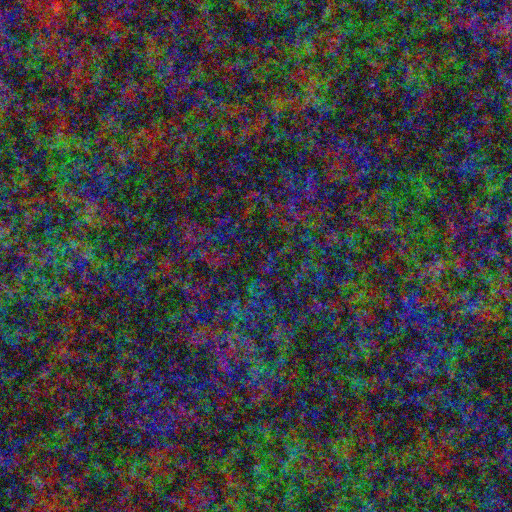
Bruit de chrominance.

Ce bruit est généralement considéré comme un sous-produit indésirable de la capture d'image (par analogie au bruit audible des sons indésirables).

## Bruits dans les images numériques en général

### Bruit thermique

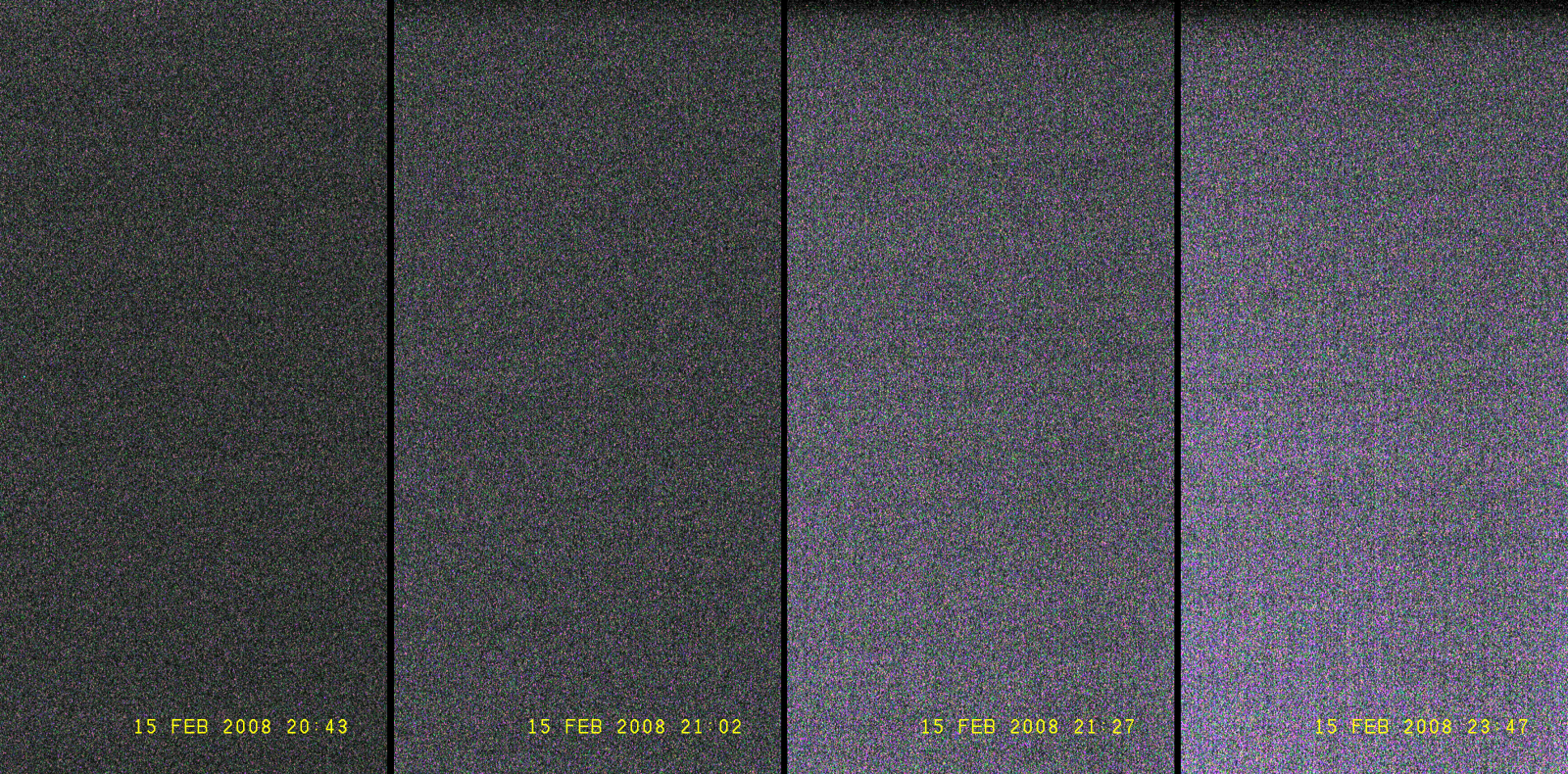
Influence de la température du capteur sur le bruit thermique. De gauche à droite, ces 4 photos ont été prises à une sensibilité identique de 400 ISO, et à des températures évoluant progressivement de 4 °C à 25 °C (cliquer sur l'image pour agrandir).

Le bruit thermique, ou bruit de Johnson-Nyquist, est dû à l'agitation naturelle des électrons, qui augmente avec la température du capteur d'image. Ce phénomène est appelé courant d'obscurité. Les fabricants de caméras numériques le quantifient par le nombre d'électrons.
Sur des appareils fixes de laboratoire ou de studios professionnels, ce bruit peut être réduit efficacement par refroidissement du capteur, en utilisant l'effet Peltier, ou bien par ventilation afin d'assurer le maintien à température ambiante. En astronomie, certains caméras d'astronomie sont refroidies à l'azote liquide pour les poses de longue durée.
Sur les appareils-photos grand public, les fabricants réduisent l'impact de ce bruit en adoptant certaines solutions :
- ajout d'un filtre infrarouge juste devant le capteur, ce qui limite l'agitation électronique ;
- soustraction du courant d'obscurité moyen fourni par des pixels de calibrage situés au bord du capteur et ne recevant aucune lumière ;
- soustraction des pixels chauds, repérés par une pose obturateur fermé, faite automatiquement après une pose longue : aucune lumière n'entrant, les pixels envoyant un signal sont ceux qui doivent être affaiblis sur la photographie.

Cela s'appelle également le signal thermique, car il est reproductible. Contrairement au bruit, qui n'est pas reproductible.

### Bruit poivre et sel

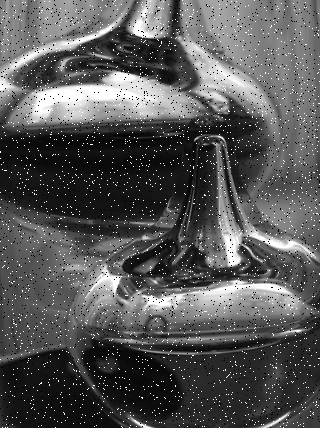
Image affectée par le bruit « Poivre et sel » (cliquer sur l'image pour agrandir).

Le bruit poivre et sel également appelé bruit impulsionnel, est une dégradation de l'image sous la forme de pixels noirs et blancs (d’où le nom poivre et sel) répartis d'une manière aléatoire dans l'image. Ce bruit est dû soit à des erreurs de transmission de données, soit aux dysfonctionnement ou à la présence de particules fines sur les éléments du capteur de la camera ou a des emplacements mémoire défectueux dans le matériel.

### Bruit de grenaille

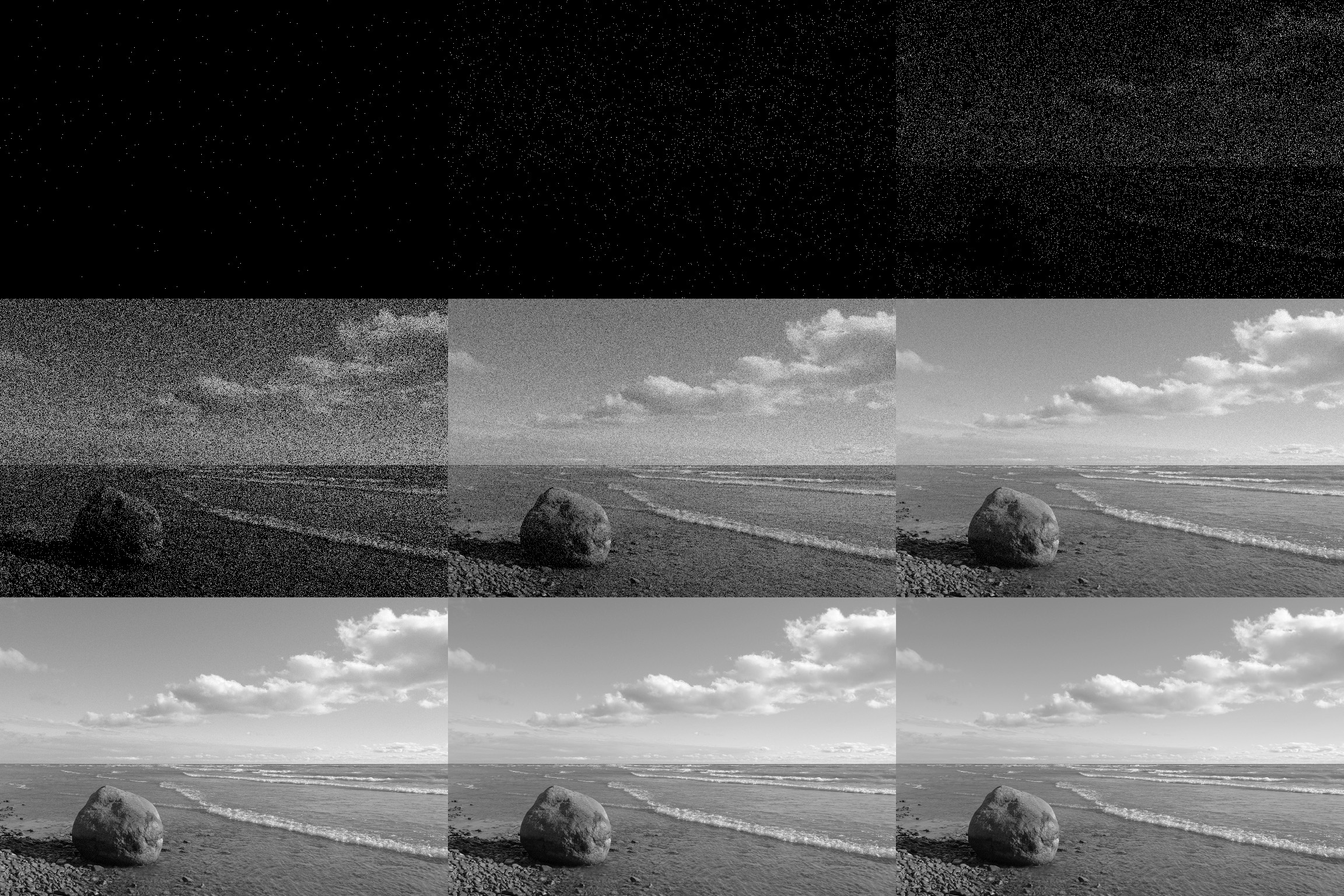
Cliquez sur l'image pour l'agrandir.

Le bruit de grenaille, ou bruit de Schottky ou bruit quantique est un bruit électronique. Il se produit lorsque le nombre fini de particules transportant l'énergie (électrons dans un circuit électronique, ou photons dans un dispositif optique) est suffisamment faible pour donner lieu à des fluctuations statistiques perceptibles.
Le bruit des photons est la principale source de bruit dans les images prises par les appareils photo numériques actuels.
La photo ci-contre a été traitée pour modéliser le résultat d'un appareil photo idéal : rendement quantique = 1, pas de bruit de lecture ni de bruit thermique perceptible. Ensuite, de gauche à droite, le nombre moyen de photons/pixel a été simulé sur la totalité de l'image : 0,001, 0,01, 0,1 (en haut) ; 1, 10, 100 (au milieu) : 1 000, 10 000 et 100 000 (en bas). On observe une amélioration importante de la qualité de l'image au-delà de 10 photons/pixel (l'image source a été enregistrée avec un capteur d'une capacité de 40 000 électrons/pixel).

### Bruit périodique
Le bruit périodique dans une image est un bruit généré par un composant électronique, une machine ou un processus cyclique, la périodicité du bruit se constate par un motif de bruit se superposant sur des régions de l’image avec une fréquence spatiale déterminée.

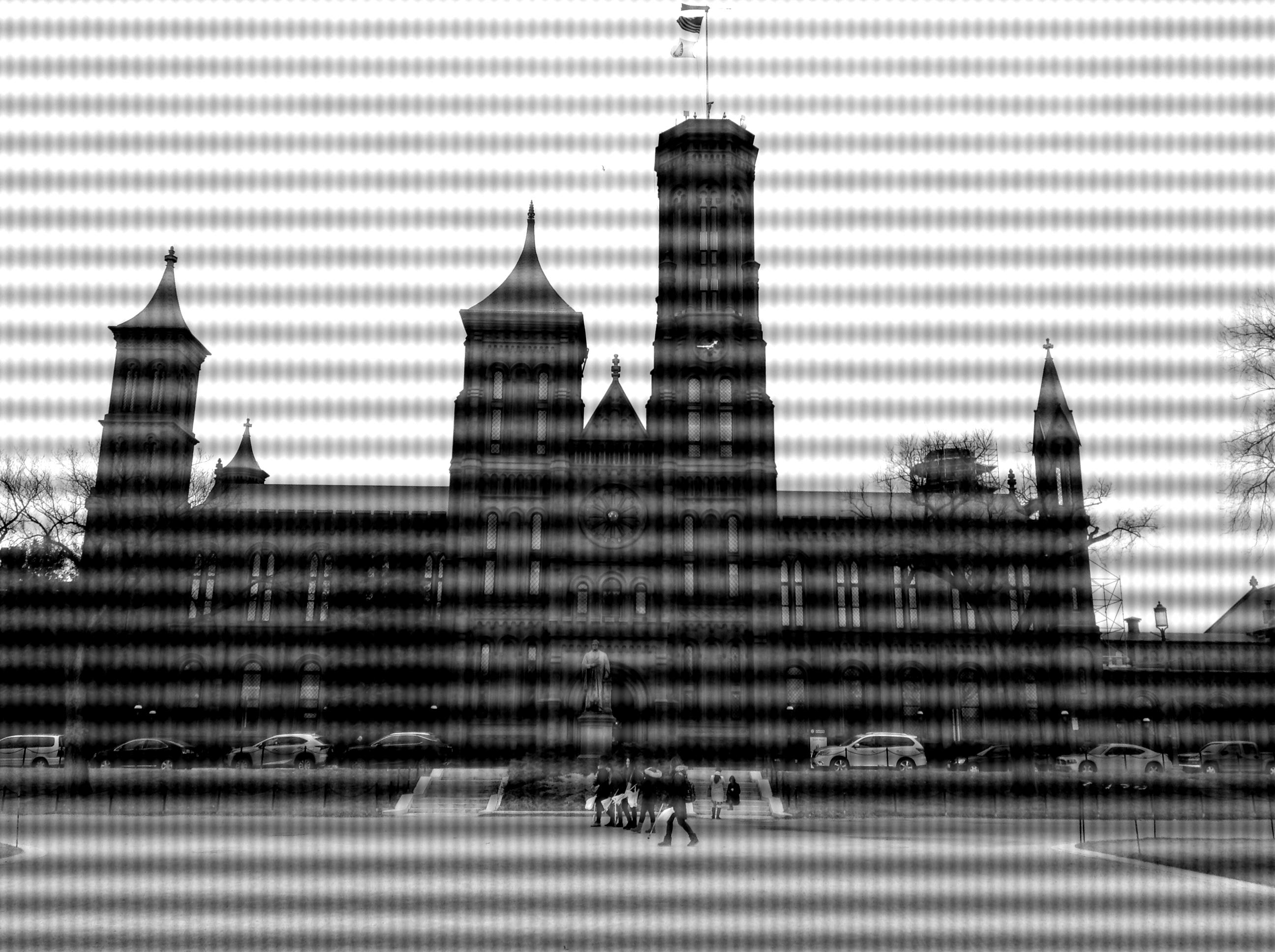
Image contenant un bruit périodique.

### Bruit de quantification
L'acquisition d'une image est réalisée à l'aide du photosite du capteur photographique. Ce dernier fournit un signal continu auquel le convertisseur analogique-numérique attribue une valeur approximative parmi un ensemble fini de valeurs discrètes et ce en vue d’être stockée sur un support fini (mémoire physique). La quantification permet de compresser la taille de l'image finale et introduit donc une erreur qu'on appelle erreur de quantification d'un signal.
Sur l'ensemble des photosites d'un capteur, la valeur de chaque pixel est quantifiée et l'accumulation des erreurs de quantification sur l'ensemble des pixels de l'image génère une dégradation de l'image qu'on appelle bruit de quantification,. Le bruit de quantification n'est pas un bruit causé par un dysfonctionnement matériel ou des erreurs de manipulation, c'est un bruit qu'on génère lors de la numérisation de l'image dont la valeur maximale est égale à un pas de discrétisation (différence entre deux valeurs discrètes voisines dans le cas d'une quantification uniforme.

## Bruit en photographie numérique
Les différents bruits précédemment présentés sont liés d'une manière générale à tout type d'image numérique, et ce quel que soit le type de capteur à l'origine de son acquisition. En effet, un bruit poivre et sel par exemple peut apparaître à cause de la défaillance du capteur photographique d'un appareil photo numérique, comme il peut apparaître à cause de la défaillance du capteur d'un Scanner, d'une caméra thermique ou d'un capteur d'image échographique.
Cependant, en photographie numérique, un bruit fait référence aux artefacts et aux effets indésirables qui rendent à l'image une texture granuleuse, avec des pixels de couleurs aléatoires, interrompant la netteté des régions lisses. Ce bruit peut être dû à une haute valeur d'ISO définie sur l'appareil photo numérique, une sous-exposition ou une prise de vue dans un lieu sombre avec une vitesse d’obturation trop lente.

## Influence du réglage de l'appareil photo numérique sur le bruit

### Influence de la sensibilité ISO
Le capteur d'image d'un appareil-photo numérique n'a en réalité qu'un seul niveau de sensibilité, à l'instar du film argentique. Lorsque l'utilisateur augmente la sensibilité ISO, l'appareil ne fait que changer l'amplification du signal fourni par le capteur, signal qui inclut les différents types de bruit décrits précédemment : avant numérisation (bruit thermique, bruit de grenaille) et pendant la numérisation (bruit de lecture). Voici la comparaison du niveau de bruit entre deux photos, l'une prise à 100 ISO, l'autre à 1600 ISO, avec un appareil photo reflex numérique Canon EOS 400D. Les deux images ont des expositions semblables. Seuls varient les sensibilités ISO et le temps de pose :

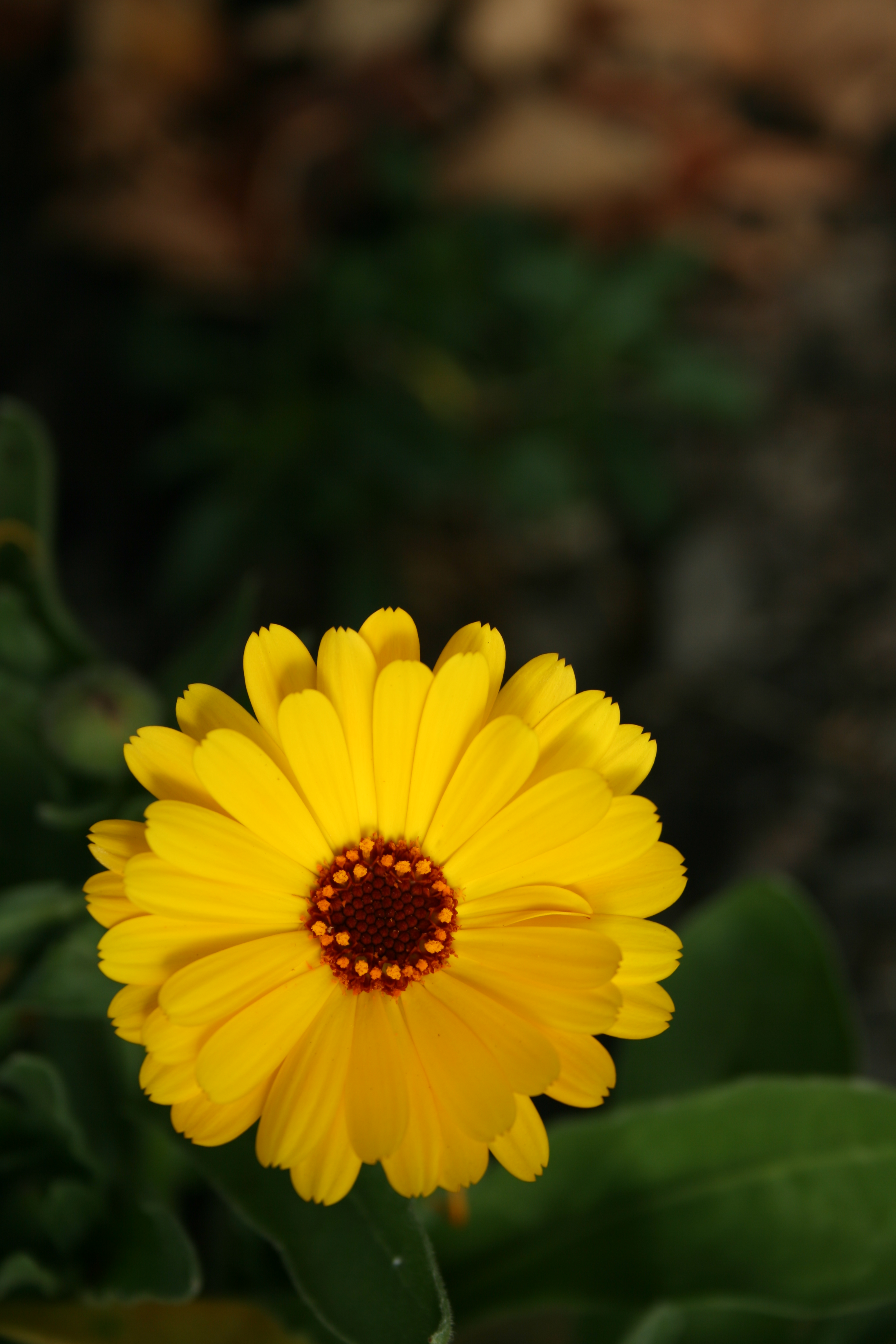
Photo prise avec un appareil photo numérique Canon 400D, avec le réglage 100 ISO, f/5.6, 1/350.
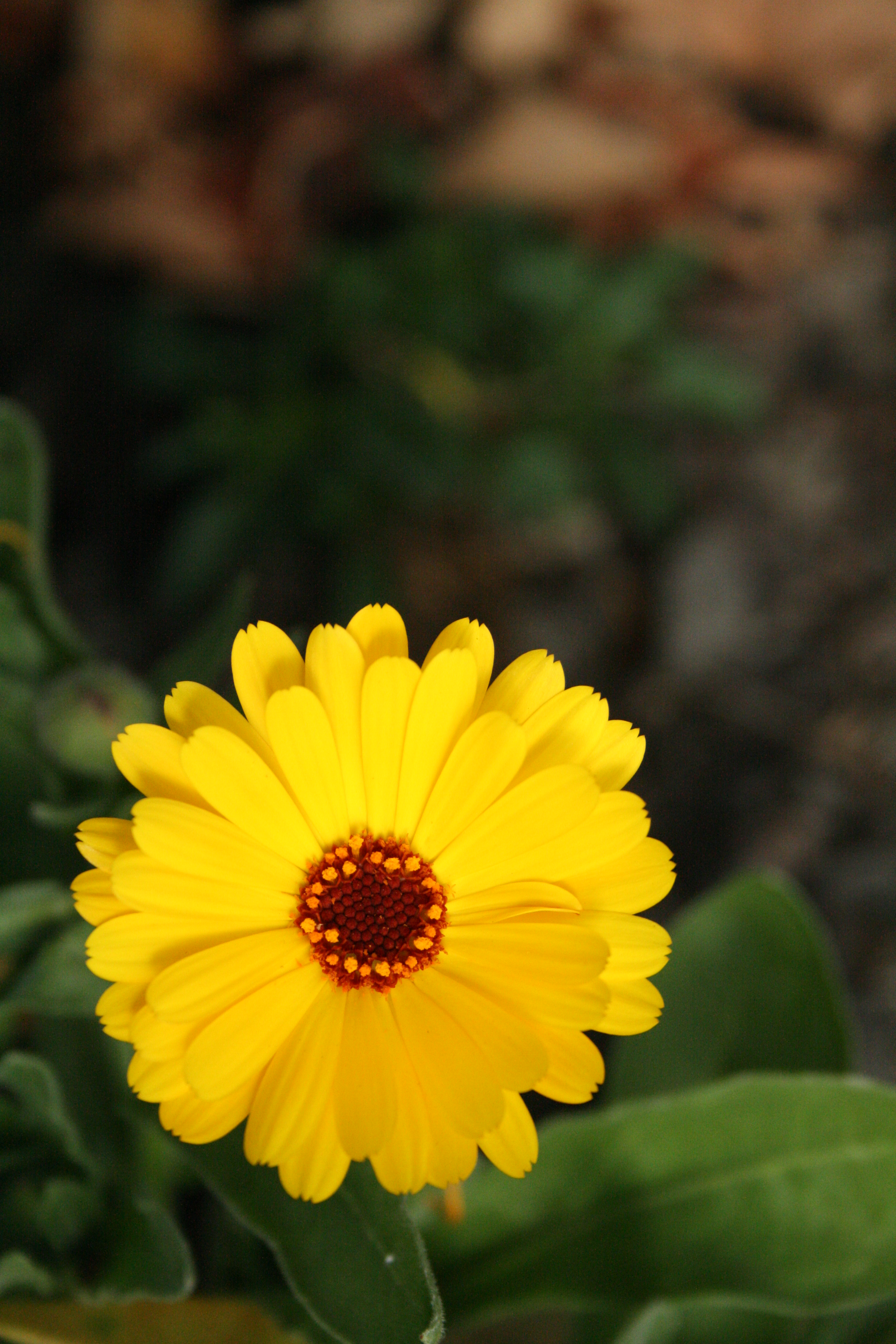
Photo prise avec un appareil photo numérique Canon 400D, avec le réglage 1600 ISO, f/5.6, 1/4000.
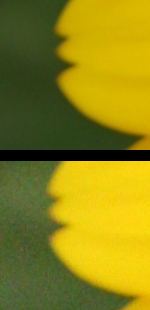
Comparaison de deux extraits des deux photos a l’échelle 100 %. (en haut) sensibilité 100 ISO, (en bas) sensibilité 1600 ISO.

La limitation de la sensibilité ISO permet donc de limiter le bruit d'image, voire de le supprimer. Mais cette limitation a ses contreparties. Elle doit être compensée par une augmentation de l'exposition, réalisable de différentes façons :
- augmentation du temps de pose, ce qui augmente les risques de flou cinétique et/ou de flou de bougé. On remédie au flou de bougé par la fixation de l'appareil-photo sur un trépied, ou partiellement en utilisant le stabilisateur d'images disponible sur certains objectifs.
- augmentation de l'ouverture, ce qui entraîne l'effet parfois indésirable de diminuer la profondeur de champ.
- augmentation de la luminosité de la scène photographiée, dans la mesure du possible (photo en intérieur, éclairage du premier plan).

Le bruit numérique étant surtout présent dans les zones sombres, il est possible, pour optimiser une photographie, d' 'exposer à droite' lors d'une prise de vue, c'est-à-dire de l'exposer le plus possible (à la limite de la surexposition), pour ensuite l'assombrir en post traitement. Le terme 'exposer à droite' est dû à la forme de l'histogramme de distribution des intensités de la photo, qui est décalé vers la droite (indiquant que les pixels sont très clairs car très exposés).

### Définition de l'image
Une définition élevée permet d'augmenter le niveau de détail des photographies, et de répondre aux exigences de l'impression sur papier au grand format. Mais cet avantage a ses limites, notamment pour les expositions en faible luminosité. L'augmentation du nombre de pixels sur un capteur de dimensions inchangées diminue sa dynamique, ce qui peut provoquer plus facilement surexpositions ou sous-expositions, mais aussi accroître l'importance relative du bruit par rapport à celle du signal utile.

### Suppression logicielle du bruit
En photographie numérique, la réduction du bruit peut être réalisée au moyen d'algorithmes.
Elle peut être faite au stade de la prise de vue, juste avant la sauvegarde de l'image au format JPEG, et avec l'aide du processeur d'images intégré dans l'appareil-photo, ou bien en différé, avec des logiciels de retouche d'images, sur le fichier image résultant (JPEG ou format brut RAW). Certains logiciels offrent de nombreux filtres adaptés aux types de défaut d'image, en laissant à l'utilisateur le choix du niveau de correction.
La réduction logicielle du bruit a sa contrepartie : la création d'un flou d'image. Une correction trop importante du bruit a pour conséquence la diminution du niveau de détail d'une image. Différentes méthodes peuvent être utilisées, comme, à l'aide d'un filtre médian, remplacer la valeur d'un pixel par la valeur médiane de l'ensemble des pixels de son voisinage, ou, à l'aide d'un filtre passe-haut, extraire les pixels aux valeurs extrêmes pour les aplanir, ou encore appliquer un algorithme de débruitage par patchs. Dans tous les cas, il y a une perte de micro-contraste (qui diminue l'impression de netteté) ou de micro-saturation (qui diminue les colorations détaillées), qui dégrade plus ou moins légèrement l'image selon l'intensité du traitement. La sélection des zones à traiter permet d'éviter en partie cette perte de détails.
Le bruit chromatique est le plus visible, ainsi que le plus facilement neutralisable. Le traitement du bruit de luminance, par contre, mène rapidement à une perte de netteté de l'image.